# First Capital Connect
La First Capital Connect (abbreviato FCC) è stata una società di treni passeggeri britannica di proprietà della FirstGroup.
Ha cominciato ad operare il 1º aprile del 2006 nell'area sud-est del Regno Unito servendo la zona di Londra e i collegamenti con Luton, Bedford, Sutton e Brighton. A livello regionale operava servizi per Cambridge, Norfolk, Peterborough e King's Lynn.
Ha cessato di operare il 24 settembre 2014 quando la gestione delle sue linee è passata alla nuova società Govia Thameslink Railway diventando parte della più ampia Thameslink, Southern and Great Northern franchise.